# Il conte Max (película de 1957)
Il conte Max («El conde Max» en italiano) es una película de comedia italo-española de 1957 dirigida por Giorgio Bianchi y protagonizada por Alberto Sordi, Vittorio De Sica y Anne Vernon. Es una nueva versión de la película de 1937 Il signor Max en la que De Sica había interpretado el papel principal. Esta película fue a su vez rehecha bajo el mismo nombre en 1991. 

## Argumento
Alberto Boccetti, un quiosquero romano de Via Veneto, es intercambiado por el conde Max Orsini Varaldo, un noble sin un centavo y gorrón, mientras está de vacaciones en Cortina. Aquí conoce a la baronesa Elena di Villombrosa, quien lo invita a unirse a la compañía de nobles, rumbo a Sevilla, pero también conoce a su ama de llaves Lauretta. En Sevilla, tras contraer deudas para regalar orquídeas a la baronesa, es repatriado a Italia. Algún tiempo después, en Roma, mientras trabaja en el quiosco, conoce a Lauretta, que está muy sorprendida por el parecido entre Alberto y el conde Max. Una serie de transformaciones, en las que Alberto viste la ropa del conde, que corteja a la baronesa, y los del quiosquero, que hacen sospechar a Lauretta, le llevan a tener que elegir entre vivir una vida rica pero no la suya propia y otra más normal que le pertenece. La decisión llega cuando descubre la forma arrogante y humillante en la que los nobles tratan a la bella y dulce Lauretta.

## Reparto
- Vittorio De Sica como conde Max Orsini Varaldo.
- Alberto Sordi como Alberto.
- Anne Vernon como baronesa Elena de Villombrosa.
- Jacinto San Emeterio como don Juan de Figueroa.
- Susana Canales como Lauretta Campo.
- Diletta D'Andrea como Pucci
- Mino Doro como mayor Amadori.
- Tina Pica como tía.
- Juan Calvo como tío Giovanni.
- Julio Riscal como Paolino, colaborador de Alberto.
- Piero Stucchi como Giovanni Sampieri.
- Antonella Florio como Patrizia.
- Albert Craig como Stephen.
- Edy Biagetti como Gianluca.
- Nani Colombo como Nené.
- Marco Tulli como el sastre.
- Edith Jost como la condesa.
- Luigi Mondello